# Municipio de Madison (condado de Perry)
El municipio de Madison (en inglés: Madison Township) es un municipio ubicado en el condado de Perry en el estado estadounidense de Ohio. En el año 2010 tenía una población de 1377 habitantes y una densidad poblacional de 22,78 personas por km².

## Geografía
El municipio de Madison se encuentra ubicado en las coordenadas 39°51′38″N 82°11′6″O / 39.86056, -82.18500. Según la Oficina del Censo de los Estados Unidos, el municipio tiene una superficie total de 60.43 km², de la cual 60,19 km² corresponden a tierra firme y (0,41 %) 0,25 km² es agua.

## Demografía
Según el censo de 2010, había 1377 personas residiendo en el municipio de Madison. La densidad de población era de 22,78 hab./km². De los 1377 habitantes, el municipio de Madison estaba compuesto por el 96,22 % blancos, el 0,36 % eran afroamericanos, el 1,02 % eran amerindios, el 0,22 % eran asiáticos y el 2,18 % eran de una mezcla de razas. Del total de la población el 0,51 % eran hispanos o latinos de cualquier raza.